# Salsacate
Salsacate é um município da província de Córdova, na Argentina.